# Список падающих башен

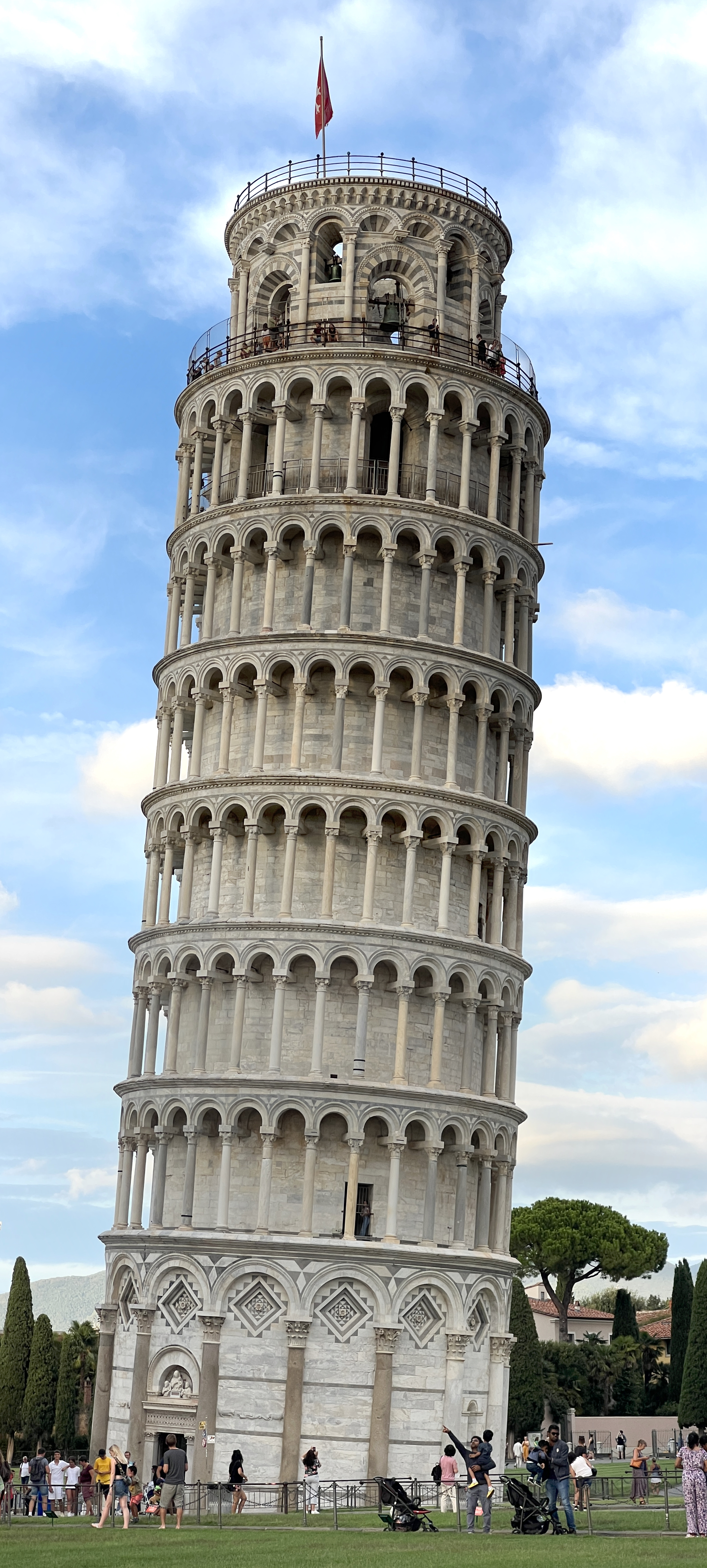
Пизанская башня, Италия. Самая известная падающая башня

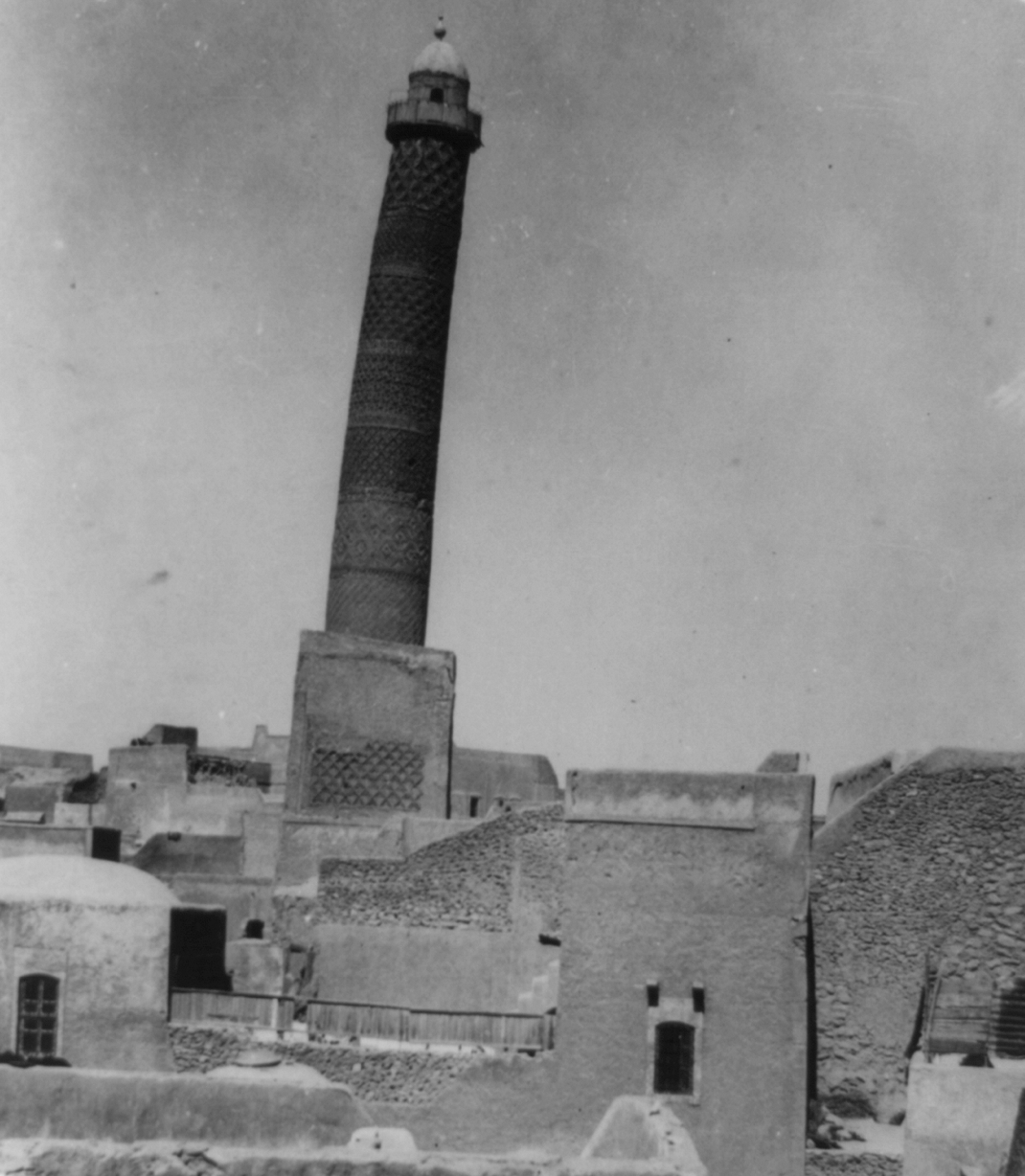
Соборная мечеть ан-Нури (в 1932), Мосул, Ирак

Падающая башня, или наклонная башня — башня, которая, намеренно или непреднамеренно, в силу конструкции, строительства или последующего внешнего воздействия, не стоит перпендикулярно к земле. Самый известный пример — Пизанская башня в Италии, из-за чего другие подобные башни также в шутку называют «пизанскими».

## Азия

### Индия
Падающий Храм Хумы в Самбалпуре
Храм Ратнешвар Махадев в Варанаси

### Ирак
Соборная мечеть ан-Нури (12 века, разрушена в 2017) в Мосуле

### Китай
Пагода на Тигрином Холме в Сучжоу (Цзянсу)
Пагода Хужу на горе Тяньма близ Шанхая
Большая пагода диких гусей в Сиане

### Малайзия
Падающая башня в Телук Интане

### ОАЭ
Capital Gate в Абу-Даби

### Шри-Ланка
Небоскрёбы Альтаир в Коломбо

## Европа

### Бельгия
Белфорт в Брюгге

### Великобритания
Лондонский Биг-Бен
Albert Memorial Clock в Белфасте
Башня Бейтмена в Эссексе
Шпиль Церкви святой Марии и всех всятых в Честерфилде
Башня Грейфрайарс в графстве Норфолк
Церковь тамплиеров (Бристоль) в Бристоле

### Германия
Падающая башня Зуурхузена
Верхняя церковь в Бад-Франкенхаузене

### Ирландия
Круглая башня Кильмакдуагского монастыря в графстве Голуэй

### Испания
Мудехарская башня церкви San Pedro de los Francos в Калатаюде
Сарагосская падающая башня в Сарагосе
Часовая башня в Атеке
«Ворота Европы», два наклонённых друг к другу небоскрёба в Мадриде

### Италия
Кампанила Пизанского собора, более известная как Пизанская башня
Кампанила Сан-Джорджо-деи-Гречи в Венеции
Кампанила Санто-Стефано в Венеции
Две башни (Азинелли и Гаризенда) в Болонье
Кампанила церкви Сан-Мартино в Бурано
Кампанила собора Святого Марка в Венеции
Башня милиции в Риме

### Нидерланды
Башня в церкви Святого Вальфридуса в Бедюме
Башня Ауде керка в Делфте
Башня Олдехове в Леувардене
Башня Святого Мартина в Гронингене

### Польша
Кривая башня в Торуне
Кривая башня в Зомбковице-Слёнске

### Россия
Башня Сююмбике в Казани
Башня Демидовых в Невьянске
Соборная колокольня в Соликамске
Колокольня храма Тихвинской иконы Божией Матери в Кунгуре
Колокольня церковного комплекса Едомского погоста (Едома, Архангельская область)
Колокольня храма Всех Святых на Кулишках в Москве
Колокольня церкви Максима Исповедника в Москве
Колокольня Вознесенского собора Печерского монастыря в Нижнем Новгороде

### Северная Македония
Часовая башня в Прилепе

### Словакия
Часовая башня на Площади Словацкого национального восстания в Банско-Бистрице в Словакии

### Украина
Большая Лаврская колокольня в Киеве
Колокольня костёла Святого Лаврентия в Жолкве

### Франция
Блокгауз «Падающая башня» в Уа-Плаж

### Эстония
Маяк Киипсааре в Сааремаа

## Северная Америка

### Канада
Башня Олимпийского стадиона в Монреале

### Мексика
Маяк Puerto Morelos в Ривьера Майя

### США
Реплика Пизанской башни в Иллинойсе
Падающая водонапорная башня в Техасе
Sharps Island Light в Чесапикском заливе

## Океания

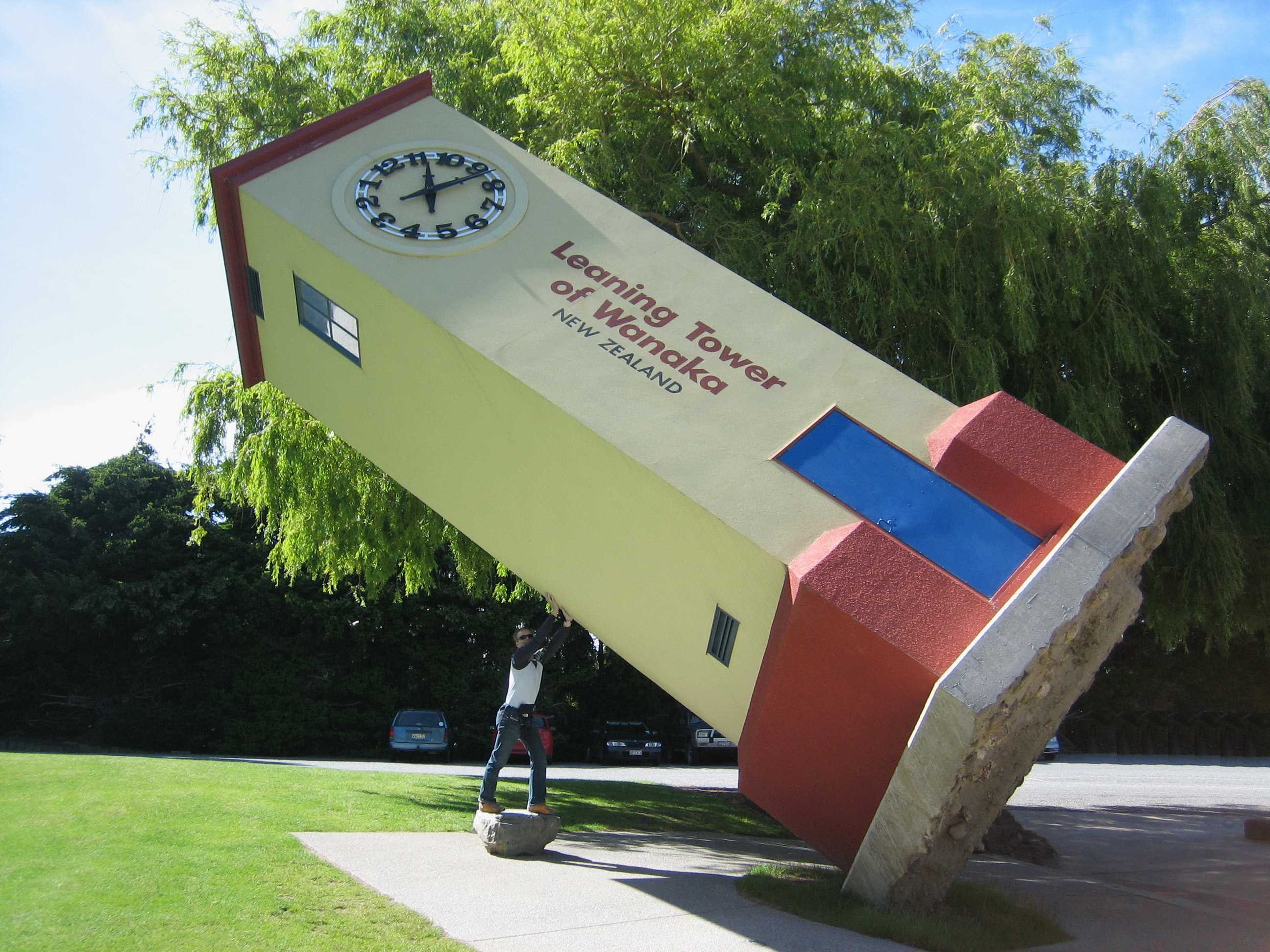
Башня в парке развлечений, Ванака, Новая Зеландия

### Новая Зеландия
Падающая башня в парке развлечений en:Puzzling World в Ванаке